# Charles Bonnet
Charles Bonnet (Genebra, 13 de março de 1720 – 20 de maio de 1793) foi um biólogo e filósofo suíço. Foi um dos principais expoentes da ideia da Scala naturæ e autor de importantes descobertas biológicas como a partenogénese.

## Biografia

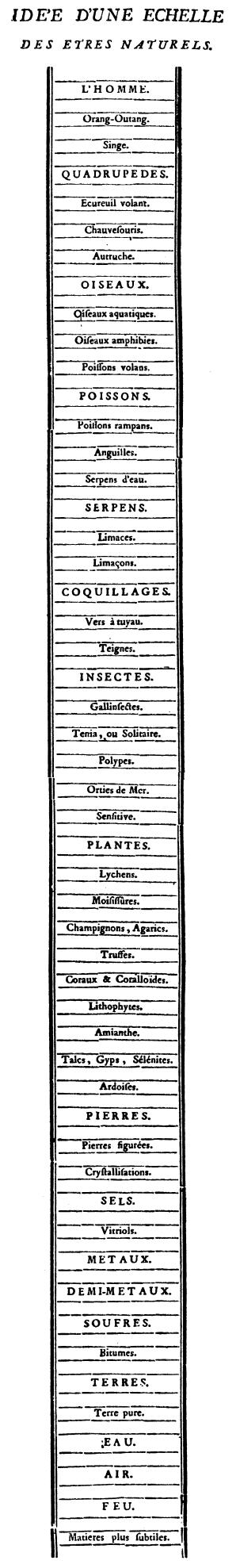
Uma Escala dos seres naturais, Traité d'insectologie, 1745

Protestante de origem francesa, sua família teve que fugir da França depois do massacre de São Bartolomeu. Charles Bonnet desenvolveu uma grande paixão pela Biologia depois da leitura de Espetáculo da Natureza de Noël-Antoine Pluche (1688-1761) e dos trabalhos de Réaumur, com quem manteve correspondência desde os 18 anos.
Bonnet se apaixona pela reprodução dos afídios e obtem onze gerações sucessivas sem fecundação. Também estuda a respiração das lagartas e das lepidopteras, a anatomia da tênia e a capacidade de reconstituição dos órgãos perdidos nos vermes. Bonnet se tornou membro da Royal Society em 17 de novembro de 1743.
Em 1745 publica um Tratado de insectologia o que o levou a ser admitido na Académie des Sciences de Paris. Em 1754 publica o Tratado sobre o uso das folhas, que provoca a admiração de Cuvier (1769-1832).
Suas pesquisas são prejudicadas pela cegueira. Não podendo fazer uso do microscópio, ele voltou-se para a Biologia teórica e compôs vários escritos filosóficos, como seu Ensaio de psicologia (1754) o o Ensaio analítico sobre as faculdades da alma (1760). Em 1755 escreveu no Mercure de France um artigo crítico do Discurso sobre a Origem e os Fundamentos da Desigualdade entre os Homens de Rousseau, sob o pseudônimo Philopolis, que Rousseau respondeu por carta. Ele defendia a origem natural da sociedade.
Em 1762 publica suas Considerações sobre os corpos organizados, onde apresenta seu Preformismo. Segundo a teoria sobre a preexistência dos germes, a produção de um novo ser vivo se deve a evolução de um germe preexistente. Esta teoria permitirá explicar o surgimento dos seres sem contradizer a Bíblia, pois todos os germes haviam sido criados no Gênesis.
Em 1764 publica sua Contemplação da natureza que lhe rendeu grande fama, inclusive fora dos círculos científicos.
Sua obra mais ambiciosa é sua Palingénésie philosophique (1769), onde reúne conhecimentos de todos os campos (geologia, biologia, psicologia e metafísica). De orientação leibniziana, defende a imortalidade da alma dos seres humanos e também a dos animais, além de uma teoria reencarnatória e de evolução progressiva da alma ao longo da escala dos seres.
Continua a sua reinterpretação do Gênesis nas Investigações filosóficas sobre as evidências do Cristianismo, de 1773.
Seus trabalhos lhe valeram o sarcasmo de Voltaire.
Em seus tratados sobre a natureza, ele tenta mostrar que todos os seres formam uma escala contínua, todos vêm de germes preexistentes, etc. Em seus tratados sobre metafísica, ele ressalta o cérebro e sua organização. Ele era profundamente religioso: e maculou sua Palingénésie para estabelecer a necessidade de uma outra vida, não só para os seres humanos, mas para os animais.
A vida de Charles Bonnet é desprovida de eventos significativos. Ele parece nunca ter deixado a Suíça, nem tomou parte em assuntos públicos, exceto no período entre 1752 e 1768, durante o qual foi membro da diretoria da República. Passou os últimos vinte e cinco anos de sua vida em seu tranquilo retiro rural de Genthod, perto de Genebra, onde morreu de uma doença longa e dolorosa em 20 de maio de 1793.
Sua esposa era da família De la Rive. O casal não teve filhos, mas criou como seu filho Horace-Bénédict de Saussure, que era sobrinho da Sra. Bonnet.

## Sua contribuição para a história da medicina
Em 1760, ele relatou a observação em seu avô, com 87 anos, que sofria de uma catarata grave, e que apesar de uma quase cegueira queixava-se de alucinações visuais complexas e realistas: ele disse que observava pessoas, aves e vários padrões de complexidade variável. Charles Bonnet deu seu nome à síndrome, em que a maioria dos pacientes são idosos com deficiência visual independentemente da origem.

## Publicações

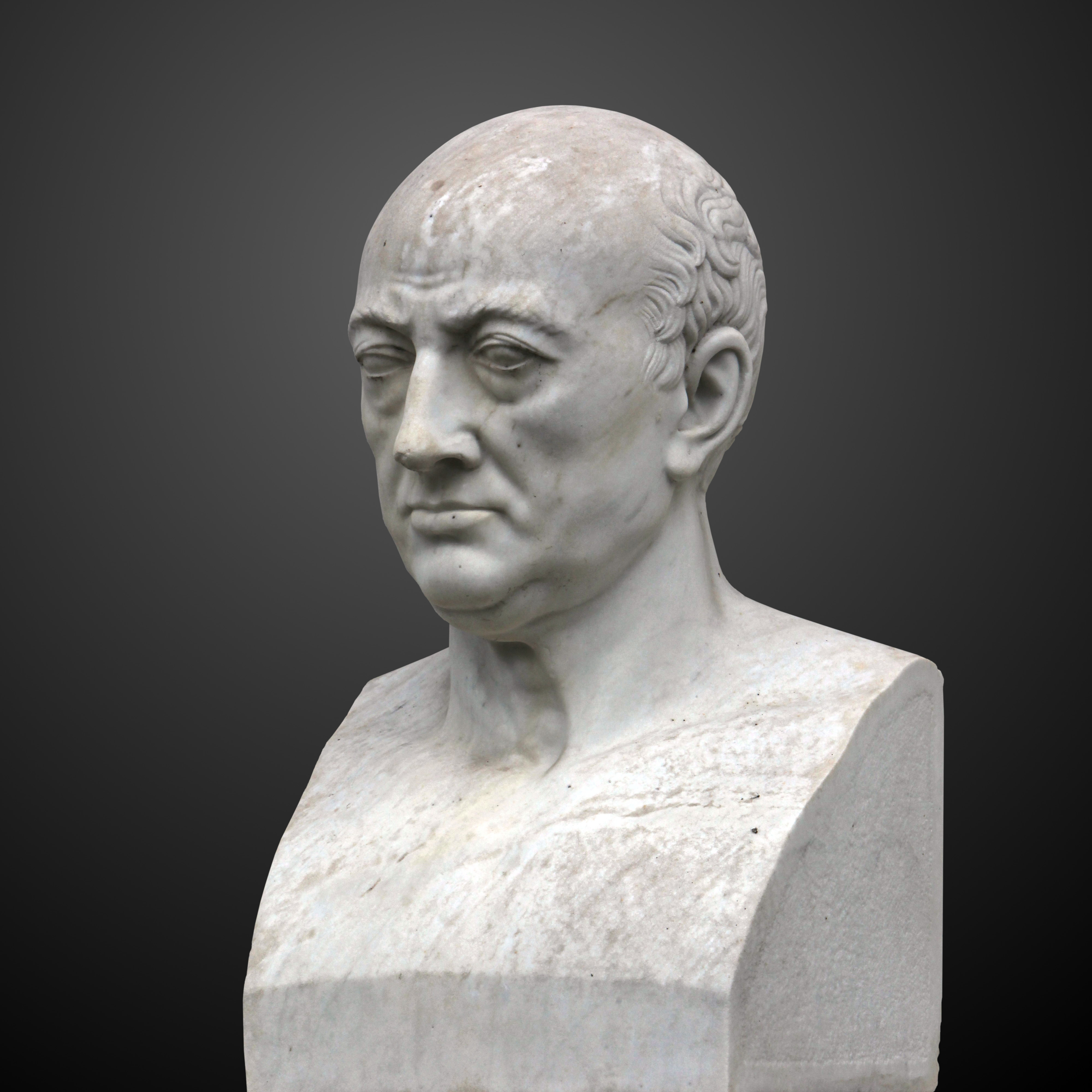
Busto de Charles Bonnet de James Pradier, exposto no Jardim Botânico e Conservatório da Cidade de Genebra.

### Livros

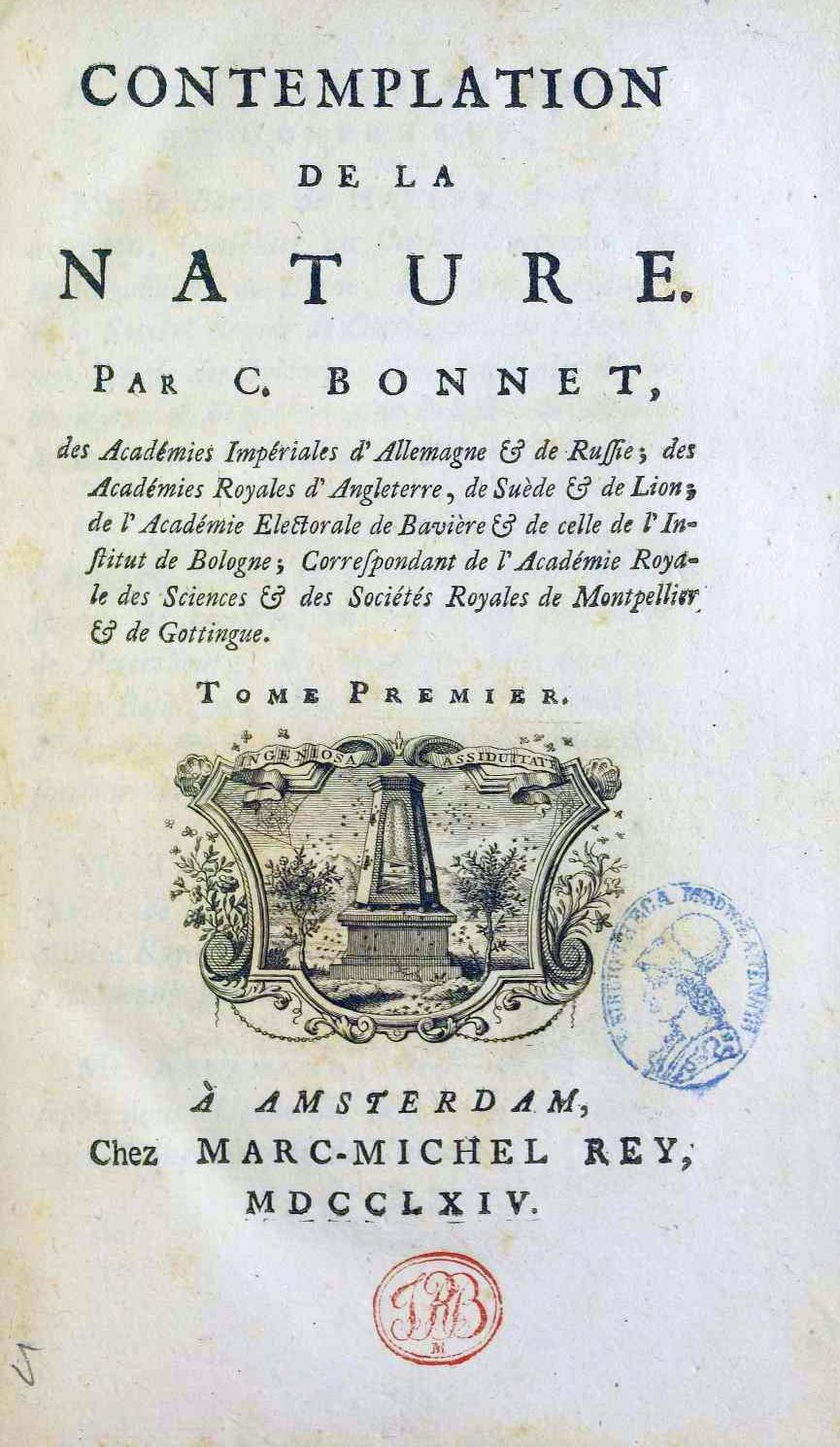
Contemplation de la nature, 1764

- Traité d'insectologie ou Observations sur quelques espèces de vers d'eau douce, qui coupés par morceaux, deviennent autant d'animaux complets, 1745.[8]
- Recherches sur l'usage des feuilles dans les plantes, 1754.[9]
- Essai de psychologie, 1754.[10]
- Essai analytique sur les facultés de l'âme, 1760.[11]
- Considérations sur les corps organisés, dois volumes, 1762[12][13]
  - Considerations sur les corps organisés (em francês). 3. Neuchâtel: Samuel Fauche. 1779
- Contemplation de la nature, dois volumes, 1764.[14][15] Uma tradução alemã foi feita por Jakob Friedrich Klemm.
  - Contemplation de la nature (em francês). 1. Amsterdã: Marc Michel Rey. 1764
  - Contemplation de la nature (em francês). 2. Amsterdã: Marc Michel Rey. 1764
  - Contemplation de la nature (em francês). 4. Neuchâtel: Samuel Fauche. 1781
  - Contemplation de la nature (em francês). 4. Neuchâtel: Samuel Fauche. 1781
  - Contemplation de la nature (em alemão). Leipzig: Johann Friedrich Junius. 1772
- La palingénésie philosophique, 1769.[16] Uma tradução para o inglês de certas partes da Palingénésie philosophique foi publicada em 1787, sob o título Philosophical and Critical Inquiries concerning Christianity.[17]
- Œuvres d'histoire naturelle et de philosophie, 8 volumes 1779–1783.[18]
- Mémoires autobiographiques, Paris, Vrin, 1948.[19]
- Mémoires d'histoire naturelle (em francês). 2. Neuchâtel: Samuel Fauche. 1779
- Ecrits d'histoire naturelle (em francês). 5. Neuchâtel: Samuel Fauche. 1781
- Lettres sur divers sujets d'histoire naturelle (em francês). 5. Neuchâtel: Samuel Fauche. 1781

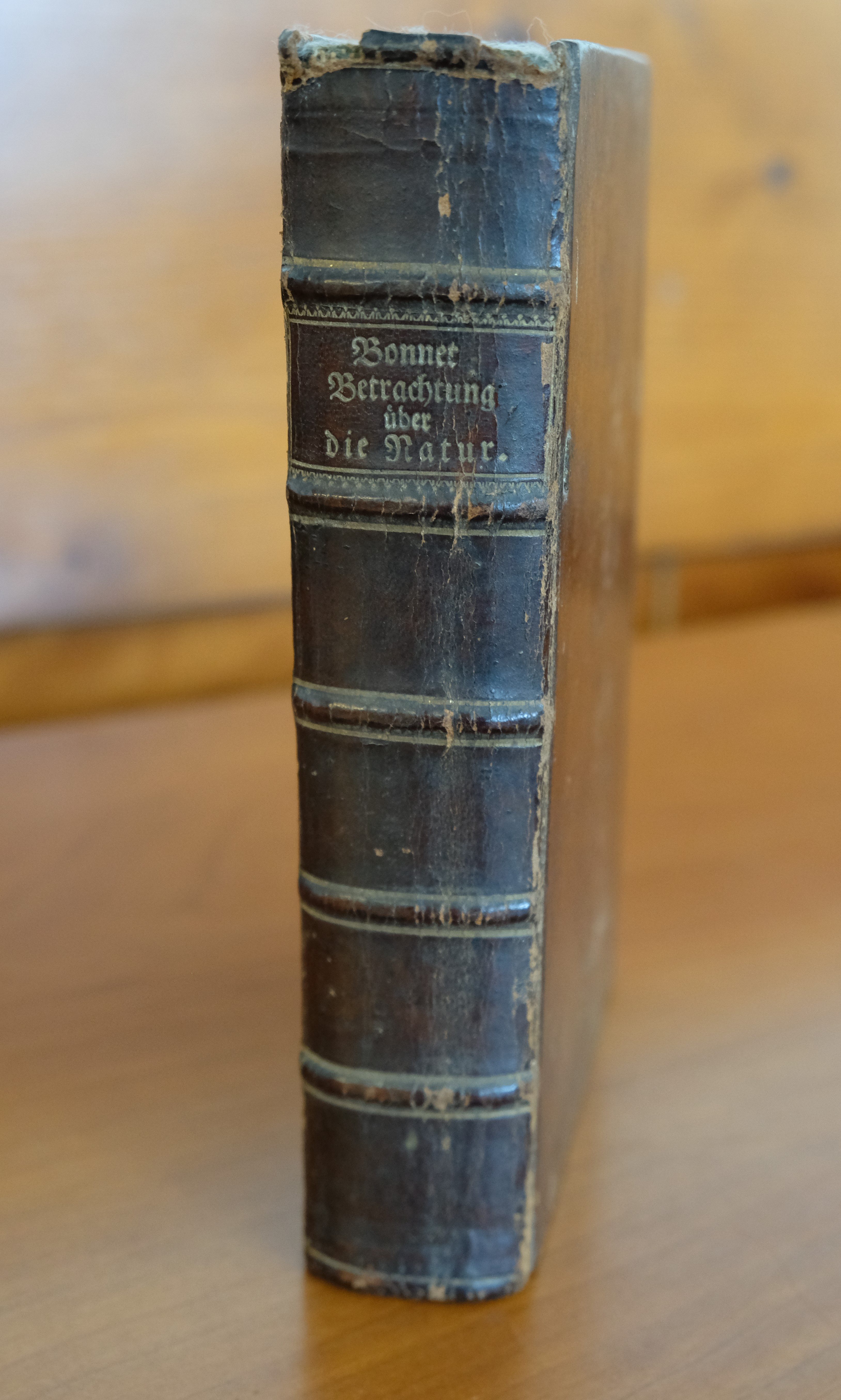
Edição alemã de 1766 de Contemplation de la Nature, ou, Betrachtung über die Natur, traduzido por Johann Daniel Titius
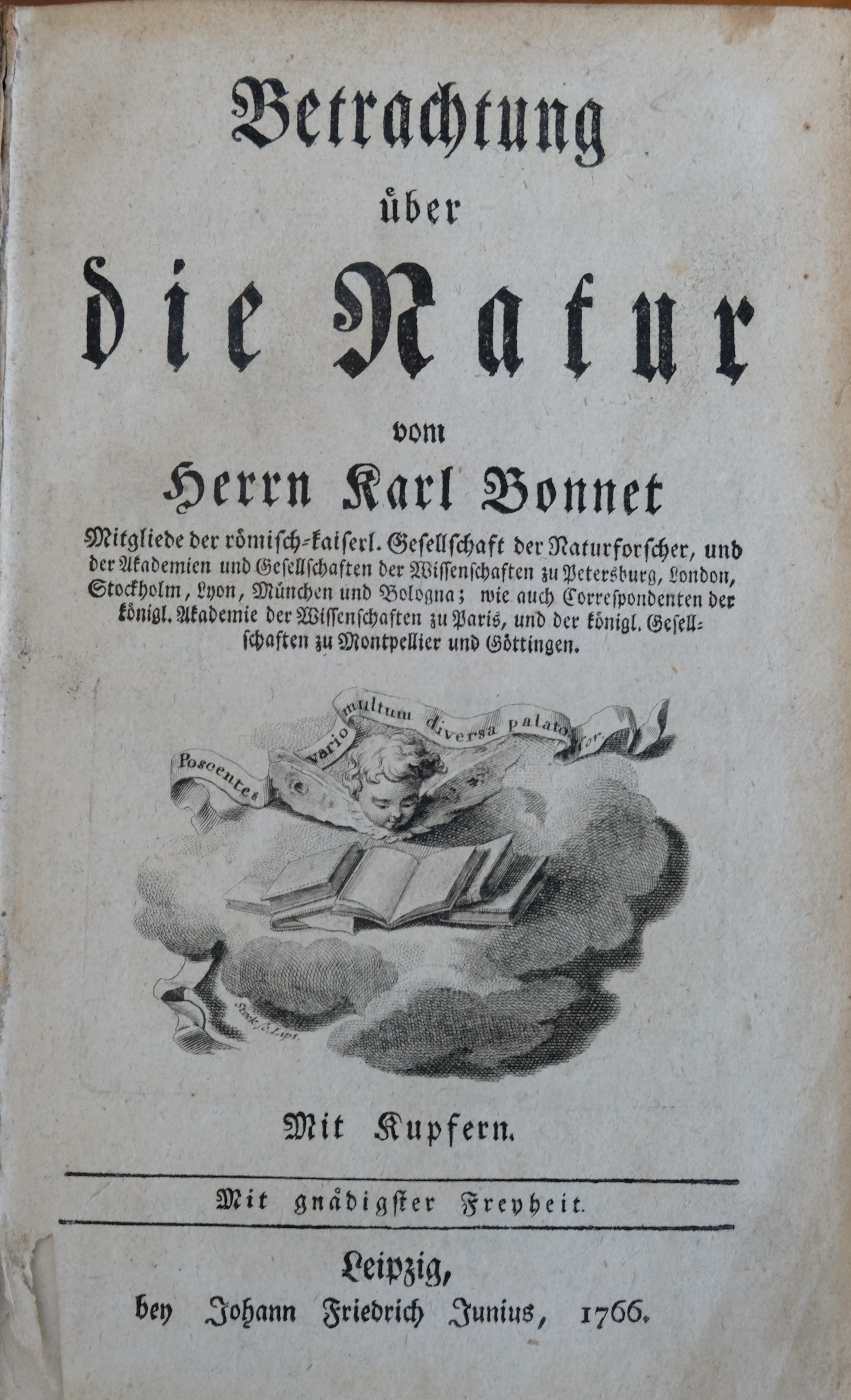
Primeira página da edição alemã de 1766 de Contemplation de la Nature, ou, Betrachtung über die Natur, traduzido por Johann Daniel Titius

### Correspondência
- Lettre de M. Charles Bonnet. Au sujet du discours de M. J. J. Rousseau de Genève, sur l'origine et les fondements de l'inégalité parmi les hommes.[20] Reprodução, nas Obras de Rousseau, da carta de Bonnet publicada no Mercure de France.
- Duas cartas em francês de Bonnet para Lazzaro Spallanzani.[21]
- Jean-Paul Nicolas, La correspondance Charles Bonnet—Michel Adanson, Paris, Bibliothèque Nationale, 1969
- Cartas publicadas pelo duque de Caraman, incluindo uma troca com Gabriel Cramer sobre a liberdade humana.[22]